# Franz Christoph Reimers

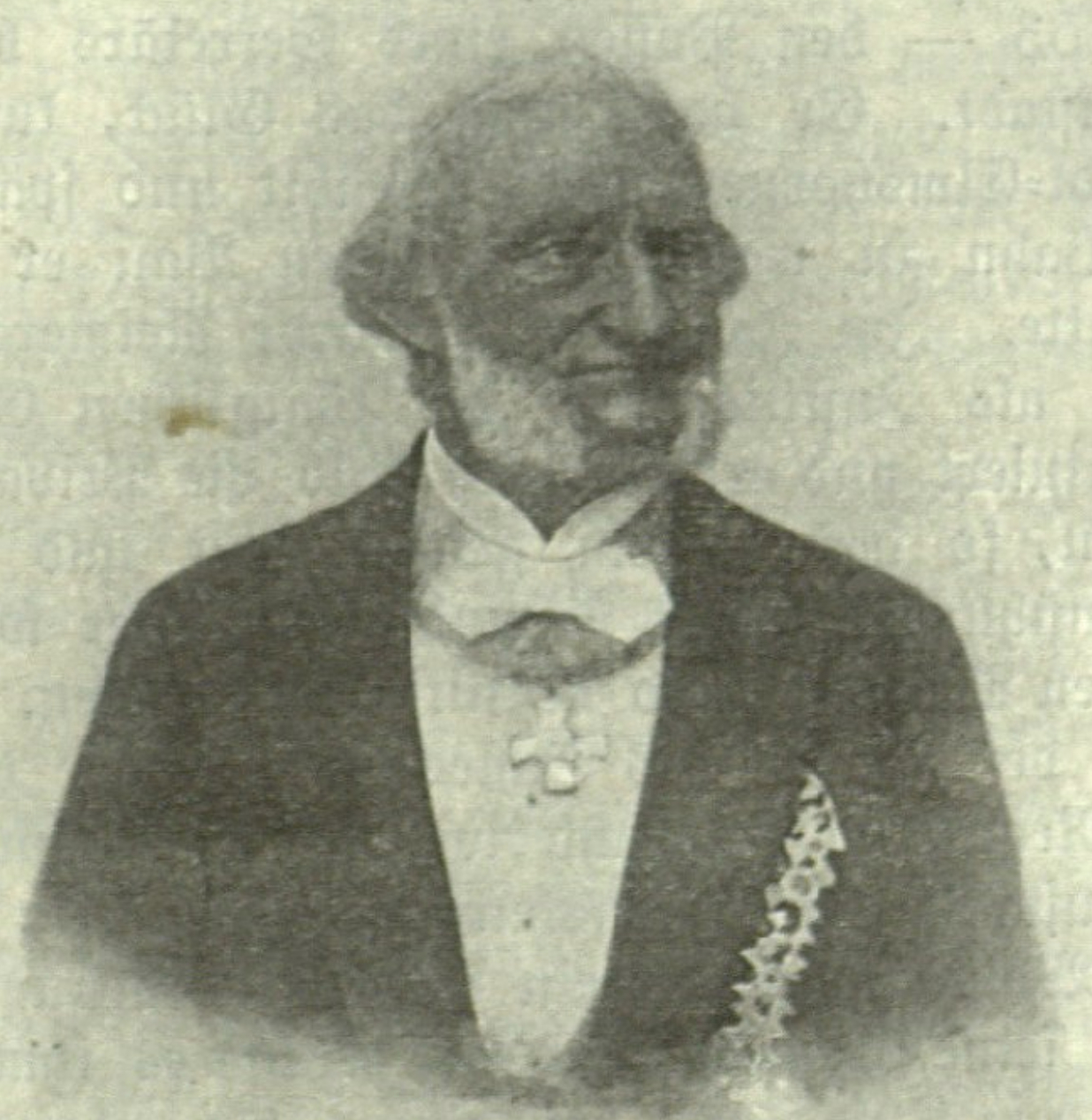
Franz Christoph Reimers

Franz Christoph Reimers, auch Franz Christopher Reimers (* 25. September 1818 in Flensburg; † 9. Dezember 1905 in Kiel), war ein deutscher Jurist und Politiker. 

## Leben
Als Sohn eines Kaufmanns geboren, studierte Reimers nach dem Besuch des Flensburger Gymnasiums Rechtswissenschaften in Heidelberg und Kiel. Während seines Studiums wurde er 1839 Mitglied der Burschenschaft Germania Heidelberg, 1841 der Burschenschaft Albertina Kiel und später 1856 Ehrenmitglied der Burschenschaft Teutonia zu Kiel. Nachdem die Burschenschaft Germania Heidelberg verboten und aufgelöst worden war, wurde er von der Universität Heidelberg relegiert.
Nach seinem Staatsexamen 1844 war er bis 1845 als Sekretär im Flensburger Amtshaus und im Kloster Preetz tätig, dann bis 1848 als Rechtsanwalt in Plön. Von 1848 bis 1850 war er von der provisorischen Regierung als Bürgermeister von Plön eingesetzt und wurde 1850 in einer Wahl bestätigt. 1853 wurde er jedoch von der dänischen Regierung entlassen, da er ihr aufgrund seiner deutschen Bestrebungen missfiel. Bis 1857 war er Sekretär beim holsteinischen Obergericht in Glückstadt, dann bis 1867 Gerichtshalter in Wandsbek. In dieser Zeit war er auch als Stadtsyndikus und Senator in Flensburg tätig. 1865 wurde er Bürgermeister von Schleswig. Von 1865 bis 1866 war er referendierender Rat unter Ludwig von Gablenz. 1866 wurde er Sektionschef bei der holsteinischen Landesregierung und kehrte dann nach deren Auflösung wieder nach Wandsbek zurück. 1867 war er als Kreisrichter und Abteilungsdirigent am Kreisgericht Altona tätig.
Von 1870 bis 1873 und von 1886 bis 1889 war er für die Nationalliberale Partei Abgeordneter im Preußischen Abgeordnetenhaus. 1877 wurde er Appellationsgerichtsrat in Kiel, 1879 Oberlandesgerichtsrat und 1886 Geheimer Justizrat.

## Ehrungen
- 1867: Ehrenbürger von Wandsbek